# Università americana in Afghanistan
Il sistema di istruzione superiore in Afghanistan ha sofferto enormemente a seguito degli eventi di guerra, e di conflitti civili che hanno travagliato il paese. Il completo sistema di istruzione di ogni ordine e grado deve fare ricorso alle risorse economiche del paese, che sono spesso insufficienti e inefficienti.

## Istituzione della AUAF
In seguito alla richiesta nel 2002 dell'allora ministro afgano della pubblica istruzione, dottor Sharif Fayez, si è organizzato un istituto di istruzione superiore in Kabul avente le caratteristiche di estrema snellezza e massima efficienza organizzativa, per i corsi di laurea considerati prioritari per le immediate necessità del paese.
Una fondazione costitutiva è stata organizzata nello Stato del Delaware (Stati Uniti) sotto la guida di Jacob van Lutsenburg Maas.
La scelta, finanziata da capitali interni afgani, ma soprattutto con l'apporto finanziario degli Stati Uniti e di altri paesi del mondo economico, asiatico ed europeo, hanno privilegiato la istituzione di una università privata, senza scopo di lucro.
Il Consiglio di fondazione è stato istituito in Dubai nel 2004, nello stesso anno la istituzione è stata approvata dal governo afgano.

## Organizzazione
La Università americana in Afghanistan (AUAF) è del tutto strutturata come una università americana, con due semestri annuali, ed inizio dell'anno accademico ad agosto. La lingua ufficiale di insegnamento è rigorosamente l'inglese; gli insegnanti sono provenienti dallo stesso Afghanistan, Inghilterra, Stati Uniti, Australia, Canada e dal Sud Est asiatico.
Sono state considerate come essenziali e necessarie le sole tre seguenti linee di insegnamento:
- economia e pubblica amministrazione.
- conduzione ed amministrazione aziendale.
- informatica, e contabilità aziendale informatica.

I primi studenti sono stati iscritti nel 2006, ma solo nel 2011 un sostanzioso numero di studenti è giunto alla laurea, proseguendo per il master, soprattutto in conduzione ed amministrazione aziendale. Le studentesse già iscritte sono state circa il 23%, ma nelle nuove iscrizioni tendono a raggiungere il 50%.
Esiste una precisa attività collaterale di insegnamento dell'inglese ad alto livello con insegnanti di madre lingua, per permettere il rapporto corretto di apprendimento, ma anche in prospettiva per la correlazione efficace ed autonoma dell'ambiente economico afgano verso gli altri paesi.

## Principi fondatori
L'AUAF dichiara di premiare la libera espressione, la tolleranza, il rispetto reciproco, inoltre sono considerate fondamentali la indagine critica, ed il rigore accademico.
Sono considerati prioritari i valori del contesto culturale afghano, e le tutele sancite dalla Costituzione dell'Afghanistan. L'Ente statunitense per lo sviluppo internazionale (USAID) continua a sostenere economicamente l'Istituto, come lo fanno anche altre istituzioni private del mondo economico.

## Campus
Il campus dell'Università Americana dell'Afghanistan si trova in Darulaman Road, nella zona di Kart-e-Seh (Sud-Ovest) di Kabul.
Il territorio della Università faceva parte della ex American International School di Kabul.
Un ampio tratto di terreno prossimo è disponibile per la espansione futura del campus.